# لجنة التسمية الوطنية

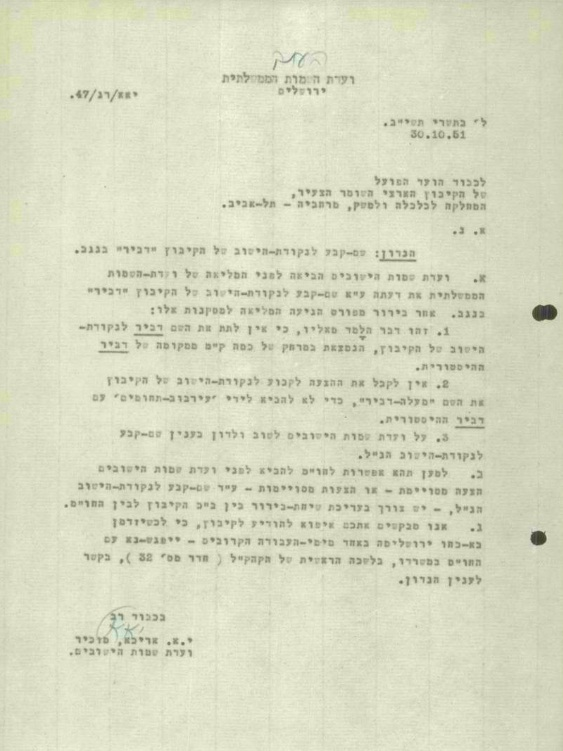
رسالة من لجنة التسمية الحكومية إلى أمانة حركة كيبوتس أرتزي بشأن تسمية كيبوتس دفير. 30 أكتوبر 1951

لجنة التسمية الوطنية  (بالعبرية: ועדת השמות הממשלתית‏) ، (يشار إليها أحيانًا باسم لجنة تسمية الحكومة ) هي لجنة عامة تعينها حكومة إسرائيل،وتتناول تعيين أسماء المجتمعات ونقاط أخرى على خريطة إسرائيل،واستبدال الأسماء العربية التي كانت موجودة حتى عام 1948 بأسماء عبرية . قرارات اللجنة ملزمة لمؤسسات الدولة.
في عملية التسمية ، تعتمد اللجنة على الأسماء التاريخية العربية ، وترجمة الأسماء العربية ، وإعطاء صيغة عبرية للأسماء العربية.